# Böser Ort
Als Böser Ort wird eine Biegung der unteren Mittelelbe nahe der Stadt Lenzen im Nordwesten Brandenburgs bezeichnet. Der Böse Ort liegt etwa sechs Kilometer südöstlich von Lenzen und zwei Kilometer südwestlich des Ortes Wustrow (Gemeinde Lanz); die Gemeindegrenze zwischen Lenzen und Lanz berührt den Bösen Ort.

## Herkunft des Namens
Der Name wurde diesem Flussabschnitt von Binnenschiffern wegen der tückischen Biegung gegeben, da die Elbe an dieser Stelle nahezu im rechten Winkel von nordwestlicher in südwestliche Richtung abknickt.

## Geschichte
Der Deichabschnitt am Bösen Ort ist kritisch, da hier bei Hochwasser das Wasser nicht nur seitlich, sondern auch frontal auf die Deichflächen drückt. Dies zeigte sich zuletzt beim Elbehochwasser 2002, als der Deich unter großen Anstrengungen verteidigt werden musste.
Bereits seit Mitte der 1990er Jahre gab es Bestrebungen, den Deich in diesem Abschnitt weiter vom Fluss weg zu verlegen. Diese Maßnahme wurde in der Zeit vom 12. September 2005 bis zum 12. August 2009 umgesetzt. Dazu wurde hinter dem bestehenden Deich ein neuer Deich errichtet und später die bestehende Deichlinie an sechs Stellen durchbrochen. Die neue Deichlinie hat eine Länge von 6,11 Kilometern und ist damit um 1097 Meter kürzer als die bisherige. Die Fläche des Deichvorlandes vergrößerte sich um 420 Hektar, von denen 300 Hektar zu Auwald werden sollen.